# (4081) Tippett
(4081) Tippett ist ein Hauptgürtelasteroid, der am 14. September 1983 von Edward L. G. Bowell vom Lowell-Observatorium aus entdeckt wurde.
Der Asteroid wurde nach dem englischen Komponisten Michael Tippett benannt.